# 东林点将录
《东林点将录》，又稱《东林党点将录》，天啟四年（1624年）由狀元韓敬仿照《水浒传》一百單八將的方式撰寫而成，王绍徽將其編輯成書進獻給魏忠賢，是明代閹黨網羅並迫害東林黨重要成員的重要書籍。

## 名单
开山元帅
- 托塔天王南京户部尚书李三才

总兵都头领二员：
- 天魁星及时雨大学士叶向高
- 天罡星玉麒麟吏部尚书赵南星

掌管机密军师二员：
- 天机星智多星左谕德缪昌期
- 天闲星入云龙左都御史高攀龙

协同参赞军务头领一员：
- 地魁星神机军师礼部员外郎顾大章

正先锋一员：
- 天杀星黑旋风吏科都给事中魏大中

左右先锋二员：
- 天暗星青面兽浙江道御史房可壮
- 地周星跳涧虎福建道御史周宗建

马军五虎将五员：
- 天勇星大刀手左副都御史杨涟
- 天雄星豹子头左佥都御史左光斗
- 天猛星霹雳火大理寺少卿惠世扬
- 天威星双鞭将太仆寺少卿周朝瑞
- 天立星双枪将河南道御史袁化中

马军八骠骑八员：
- 天英星小李广福建道御史李应升
- 天捷星没羽箭陕西道御史蒋允仪
- 天空星急先锋山东道御史黄尊素
- 天退星插翅虎浙江道御史夏之令
- 天究星没遮拦吏科给事中劉弘化
- 天满星美髯公刑科给事中解学龙
- 地猖星毛头星刑科给事中毛士龙
- 地镇星小遮拦工科给事中刘懋

总探声息走报机密头领二员：
- 天速星神行太保尚宝司丞吴尔成
- 地速星中箭虎光禄寺少卿丁元荐

行文走檄调兵遣将头领一员：
- 地囚星旱地忽律广西道御史游士任

掌管钱粮头领二员：
- 天富星扑天雕礼部主事贺烺
- 地狗星金毛犬尚宝司少卿黄正宾

定功赏罚军政司头领二员：
- 地正星铁面孔目左佥都御史程正己
- 地奴星催命判官左通政一榛

掌管行刑刽子手头领二员：
- 地损星一枝花礼部尚书孙慎行
- 地平星铁臂膊刑部尚书王之寀

捧把帅字旗将校一员：
- 地贼星鼓上蚤内阁中书汪文言

守护中军大将十二员：
- 天寿星混江龙大学士刘一燝
- 天微星九纹龙大学士韩爌
- 地短星出林龙大学士孙承宗
- 天剑星立地太岁吏部尚书周嘉谟
- 地角星独角龙吏部尚书张问达
- 天伤星武行者左都御史邹元标
- 天贵星小旋风右都御史曹于汴
- 地辅星轰天雷礼部尚书王图
- 天牢星病关索刑部尚书乔允升
- 地强星锦毛虎工部尚书冯从吾
- 地藏星笑面虎吏部左侍郎陳于廷
- 天巧星浪子左春坊左谕德钱谦益

四方打听邀接来宾头领十二员：
- 地明星铁笛仙户部左侍郎郑三俊
- 地壮星母夜叉礼部右侍郎公鼐
- 地妖星摸着天光禄寺少卿史记事
- 地全星鬼脸儿光禄寺寺丞李炳恭
- 地文星圣手书生翰林院修撰文震孟
- 地闢星摩云金翅翰林院简讨姚希孟
- 地阴星母大虫翰林院简讨顾锡畴
- 地异星白面郎君翰林院庶吉士郑鄤
- 地满星玉幡竿吏部员外郎周顺昌
- 地兽星紫髯伯吏部员外郎张光前
- 地慧星一丈青吏部员外郎孙必显
- 地暗星锦豹子礼部主事荆养乔

马步三军头领四十六员：
- 天慧星拚命三郎刑部尚书王纪
- 天孤星花和尚兵部左侍郎李瑾
- 天暴星两头蛇兵部右侍郎孙居相
- 地勇星病尉迟兵部右侍郎李邦华
- 地恶星没面目兵部右侍郎刘策
- 地佐星小温侯兵部右侍郎何士晋
- 地奇星圣水将户部右侍郎陈所学
- 天哭星双尾蝎左副都御史孙鼎相
- 天祐星金枪手右佥都御史徐良彦
- 地刑星菜园子右佥都御史周起元
- 地丑星石将军右佥都御史张凤翔
- 地狂星独火星右佥都御史朱世守
- 地巧星玉臂匠右佥都御史程绍
- 地暴星丧门神右佥都御史王洽
- 地健星险道神右佥都御史李若星
- 天异星赤发鬼左通政使刘宗周
- 地俊星铁扇子大理寺少卿韦藩
- 地空星小霸王太常寺少卿韩继嗣
- 地会星神算子太常寺少卿赵时用
- 地祐星赛仁贵太常寺少卿李应魁
- 地阖星火眼狻猊太常寺少卿程註
- 地羈星操刀鬼太常寺少卿沈应奎
- 地飞星八臂那吒吏部郎中夏嘉遇
- 地走星飞天大圣吏部郎中邹维琏
- 地察星青眼虎吏科给事中陈良训
- 地煞星镇三山兵科给事中甄淑
- 地雄星井木犴户科给事中郝土膏
- 地杰星丑郡马兵科给事中沈惟炳
- 地幽星病大虫户科给事中薛文周
- 地孤星金钱豹子兵科给事中萧基
- 天罪星短命二郎湖广道御史刘芳
- 天败星活阎罗江西道御史方震孺
- 地僻星打虎将山东道御史李元
- 地微星矮脚虎福建道御史魏光绪
- 地捷星花项虎四川道御史练国事
- 地威星百胜将河南道御史谢文锦
- 地数星小尉迟云南道御史李日宣
- 地猛星神火将贵州道御史张慎言
- 地乐星铁叫子山东道御史刘思诲
- 地伏星金眼彪湖南道御史刘其忠
- 地隐星白花蛇河南道御史杨新期
- 地耗星白日鼠湖广道御史刘大受
- 地遂星通臂猿山西道御史侯恂
- 地灵星神医手云南道御史胡良机
- 地魔星云里金刚四川道御史宋师襄
- 地理星九尾龟河南道御史熊则祯

镇守南京正将一员：
- 地然星混世魔王操江右佥都御史熊明遇

分守南京汛地头领六员：
- 天平星船火儿南京广东道御史王允成
- 天损星浪里白跳南京吏部郎中王象春
- 地英星天目将南京江西道御史陈必谦
- 地进星出洞蛟南京山西道御史黄公辅
- 地退星翻江蜃南京四川道御史万言扬
- 地劣星活闪婆南京工科给事中徐宪卿[4]

## 类似条目
- 元祐党籍碑